# Маммиллярия многосторонняя
Маммиллярия многосторонняя (лат. Mammillaria polyedra) — кактус из рода Маммиллярия.

## Описание
Стебель шарообразный или цилиндрический, тёмно-зелёный, ветвится. Сосочки четырёхгранные, с вытянутым прямоугольным основанием. Внизу стебля они особенно острогранные. Вершины сосочков овальные, густоопушённые. На изломе стебля и сосочков выделяется млечный сок. Аксиллы покрыты белыми щетинками.
Центральная колючка одна. Радиальных — 3-6, они разной длины.
Цветки светло-розовые с более тёмной центральной линией на лепестках.

## Распространение
Эндемик мексиканского штата Оахака.